# Gerwische
Die Gerwische ist ein etwa 8,1 Kilometer langer Nebenarm der Weißen Elster in Sachsen-Anhalt. Als gemeinsamer Altarm der Saale und des ehemaligen Elster-Nebenarmes Luppe ist sie ein Relikt der ursprünglich anastomosierenden Flussläufe (oft als Binnendelta bezeichnet) und hat heute eher den Charakter einer Hochflutrinne.

## Verlauf
Die Gerwische beginnt heute am Elsterwehr im Schkopauer Ortsteil Döllnitz als Steinlache. Sie verläuft im Elsterflutbett ungefähr nach Südwesten, wendet sich bei Kollenbey nach Nordwesten und nimmt linksseitig den Markgraben auf, welcher nach etwa 150 Metern rechtsseitig von der Steinlache wieder abzweigt und in die Weiße Elster mündet.
Etwa einen Kilometer nach diesem Abzweig und nordwestlich von Kollenbey erreicht die Steinlache ihr ursprüngliches Flussbett, in welchem sie bis zum Hallenser Stadtteil Planena als Steinlache und, weiterhin grob die Fließrichtung haltend, bis Beesen als Gerwische verläuft.
Der letzte, ebenfalls nordwestlich verlaufende Abschnitt mit einer Länge von etwa einem Kilometer wird häufig auch Stilles Wasser genannt. Er endet an der gemeinsamen Mündung mit der von rechts kommenden Weißen Elster in die von links kommende Saale im Süden von Halle-Silberhöhe.

## Ursprünglicher Verlauf
Die Gerwische war ursprünglich der Abfluss des Gessert, ein Altarm der Saale im Süden von Kollenbey, welcher durch einen linksseitigen Abzweig des Markgrabens (ein Luppe-Altarm) gespeist wurde. Erst durch den Bau des Elsterflutbettes Anfang des 20. Jahrhunderts wurde die direkte Verbindung von der Weißen Elster geschaffen und der Markgraben durchkreuzt.
Der Gessert entwässert auch heute noch in die Steinlache, hat aber einen wesentlich geringeren Durchfluss als der Zulauf von der Weißen Elster.